# Viola cumingii
Viola cumingii är en violväxtart som beskrevs av Wilhelm Becker. Viola cumingii ingår i släktet violer, och familjen violväxter. Inga underarter finns listade i Catalogue of Life.